# Еусебиус Ферменджин
Еусебиус Ферменджин е австро-унгарски високопоставен католически духовник, историк, францискански клерик и академик от банатски български произход.

## Биография
Еусебиус Ферменджин е роден на 21 септември 1845 г. в Винга, Австро-Унгария, днешна Румъния. Ферменджин получава образование в родното си място, а след това в Мария Радна и Виена, постъпва във францисканския орден и заменя светското си име Мартин с религиозното Евсевий. Във францисканския орден той заема няколко отговорни длъжности, като провинциал на Будапеща, генерал-визитор и дефинитор на провинция на Рим и представител на славянските францисканци във Варшава (1882 г.). Бил е активен член-кореспондент на Загребската академия на науките. Почива на 25 юни 1897 г.

## Творчество
Основните му исторически съчинения включват Acta Bulgariae ecclesiastica ab anno 1565 usque ad annum 1799, публикувана в Загреб през 1887 г., Kronikon Bulgarije, Acta Bosnae potissimum ecclesiastica cum insertis editorum documentorum regestis ab anno 925 usque ad annum 1752, История на Order of Saint Francis, Krashovan Grammar и тн.